# دين إف. برايسون
دين إف. برايسون هو محامي وقاضي وسياسي أمريكي، ولد في 27 سبتمبر 1910 في بورتلاند في الولايات المتحدة، وتوفي في 15 أبريل 1995 في فريسنو في الولايات المتحدة. نشط حزبياً في الحزب الجمهوري. وقد انتخب عضو مجلس ولاية أوريغون ‏ وانتخب عضو مجلس نواب أوريغون ‏.